# Voglibose
Voglibose (INN và USAN, tên thương mại Voglib, được tiếp thị bởi Mascot Health Series) là một chất ức chế alpha-glucosidase được sử dụng để làm giảm mức đường huyết sau ăn ở những người bị đái tháo đường. Voglibose làm chậm sự hấp thu glucose do đó làm giảm nguy cơ biến chứng mạch máu vĩ mô. Voglibose là sản phẩm nghiên cứu của Công ty Dược phẩm Takeda, công ty dược phẩm lớn nhất Nhật Bản. Voglibose được ra mắt lần đầu tiên vào năm 1994, dưới tên thương mại BASEN, để cải thiện tình trạng tăng đường huyết sau ăn ở bệnh đái tháo đường.
Tăng đường huyết sau ăn(PPHG) chủ yếu là do sự tiết insulin giai đoạn đầu tiên. Các chất ức chế alpha glucosidase làm trì hoãn sự hấp thụ glucose ở mức độ ruột và do đó ngăn chặn sự đột biến của glucose sau bữa ăn.
Có ba loại thuốc thuộc lớp này, acarbose, miglitol và voglibose, trong đó voglibose là mới nhất.